# Malmska skolan

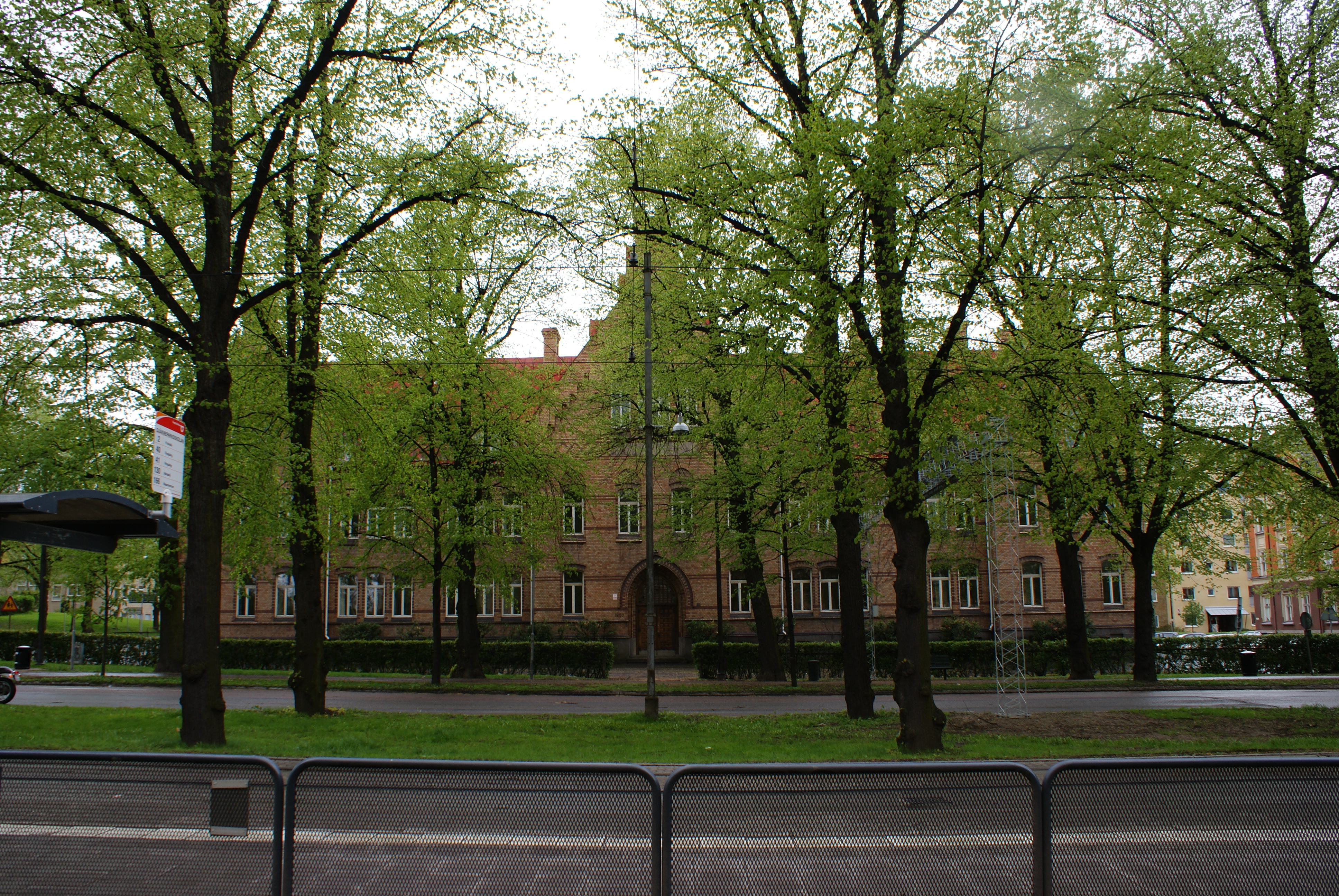
Malmska skolan, 2012

Malmska skolan, eller Norrköpings östra läroverket för flickor, var ett flickläroverk i Norrköping, som grundades av Aurore Pihl och Gerda von Friesen 1880 som Norrköpings nya läroverk för flickor.
Skolan, som var en av flera flickskolor i Norrköping, började sin verksamhet i stadsplanearkitekten Carl Theodor Malms fastighet vid Hospitalsgatan i Östantill.
Den grundades av Carl Theodor Malms syster Hildegard Malm och drevs av henne och familjen Malms döttrar. Den övertogs 1896 av systrarna Anna och Karin Malm och hette under några år Anna och Karin Malms högre flickskola, innan den slogs samman med Norrköpings högre skola för kvinnlig ungdom. 
Åren 1900-1903 uppfördes en skolbyggnad vid Östra Promenaden.
Skolan övertogs av Norrköpings kommun 1939, som kommunal flickskola. Den sammanslogs med Pihlska skolan till Norrköpings kommunala flickskola, med undervisningen koncentrerad till skolbyggnaden vis Östra Promenaden. Skolans undervisning upphörde vid slutet av vårterminen 1970.
Skolbyggnaden har länge stått tom. I början av 2020-talet förelåg planer på att åter utnyttja skolan för undervisning, och då för klasser från årskurs fyra till sex.